# Polyalthia ramiflora
Polyalthia ramiflora este o specie de plante din genul Polyalthia, familia Annonaceae, descrisă de Elmer Drew Merrill. Conform Catalogue of Life specia Polyalthia ramiflora nu are subspecii cunoscute.